# Christian Holzer
Christian „Gigi“ Holzer (* 20. Januar 1979 in München) ist ein deutscher Fußballspieler und -Trainer.

## Karriere
Holzer lernte das Fußballspielen beim TSV Waldtrudering, bevor er 1996 ein kurzes einjähriges Gastspiel bei der SpVgg Unterhaching gab. Von 1998 bis Ende 2005 war er beim TSV 1860 München unter Vertrag, wo er jedoch nur für die Amateure zum Einsatz kam. Im Sommer 2005 unterschrieb er bei den Löwen einen Profivertrag, spielte aber weiter nur für die Zweitvertretung. Im Januar 2006 wechselte der Mittelfeldspieler erneut zur SpVgg Unterhaching. Ab Anfang Januar 2007 spielte er für den Zweitligisten TuS Koblenz. Zum 1. Juli 2007 wechselte Holzer zum Süd-Regionalligisten VfR Aalen, wo er einen Vertrag bis 30. Juni 2009 unterschrieben hat. Dort nahm er in der Saison 2007/08 zunehmend die Rolle des Mittelfeldregisseurs ein. Am Ende der Spielzeit wurde der vierte Platz erreicht, der VfR qualifizierte sich damit für die neugegründete 3. Liga. Nach einem Trainerwechsel in der noch jungen Saison 2008/09 wurde er vom neuen Trainer Jürgen Kohler in die zweite Mannschaft verbannt. Auch unter dessen Nachfolger Petrik Sander bestritt Holzer nur einen Kurzeinsatz, als er in der 90. Minute im Heimspiel gegen die Stuttgarter Kickers am 29. November 2008 eingewechselt wurde. Im Februar 2009 verletzte er sich am Knie und fiel daraufhin aus. Erst  Rainer Scharinger, der vierte Trainer der Saison, berief ihn im Mai 2009 wieder in die erste Mannschaft.
Mit dem Abstieg des VfR Aalen in die nun viertklassige Regionalliga Süd 2009 wurde sein Vertrag unwirksam, Holzer schloss sich daraufhin dem Wacker Burghausen an.
Im Sommer 2012 kehrte er wieder zum TSV 1860 München zurück und wurde Co-Trainer der U17 Bundesligamannschaft. Zudem spielt er noch bei der Dritten Herrenmannschaft des TSV 1860, sofern sein Trainerposten dies zulässt. Ende 2012 wurde er Assistenztrainer von Markus von Ahlen bei der zweiten Mannschaft der Löwen. Am Ende der Saison stieg er als Spieler mit 1860 III auf und wurde als Co-Trainer Meister mit 1860 II. Den Aufstieg in die 3. Liga schafften die kleinen Löwen allerdings nicht, sie unterlagen der SV Elversberg in den Aufstiegsspielen.